# Georg Franck (Architekt)
Georg Franck-Oberaspach (* 1946 in Schwäbisch Hall) ist ein deutscher Architekt, Stadtplaner und Softwareentwickler.
Nach dem Studium der Philosophie, Architektur und Volkswirtschaftslehre in München folgte die Promotion in Volkswirtschaftslehre. Von 1974 bis 1993 war er freier Architekt und Entwickler von Software für die räumliche Planung, ab 1991 Unternehmer im Bereich der Entwicklung räumlicher Informationssysteme. Er ist seit 1994 Professor für EDV-gestützte Methoden in Architektur und Raumplanung an der Technischen Universität Wien.
Franck veröffentlichte Publikationen zur Rolle der digitalen Medien in Architektur und Raumplanung, zur Dynamik räumlicher Prozesse und zur Philosophie der Zeit.

## Schriften
- Raumökonomie, Stadtentwicklung und Umweltpolitik. Kohlhammer, Stuttgart 1992.
- Ökonomie der Aufmerksamkeit. Ein Entwurf. Hanser, München 1998.
- Mentaler Kapitalismus. Eine politische Ökonomie des Geistes. Hanser, München 2005.
- Architektonische Qualität. Hanser, München 2008.